# International Berthing and Docking Mechanism
Le mécanisme international d'accostage et d'amarrage (International Berthing and Docking Mechanism en anglais, ou IBDM) est le mécanisme européen d'amarrage androgyne à faible impact qui est capable d'amarrer et d'accoster de gros et de petits vaisseaux spatiaux. Le développement de l'IBDM est effectué par QinetiQ Space comme maître d'œuvre, sous un contrat avec l'agence spatiale européenne,,.

## Historique
Le développement de l'IBDM a été initié en tant que développement commun entre l'ESA et le centre spatial Lyndon B. Johnson de la NASA. La première application de l'IBDM était alors le véhicule de retour d'équipage CRV  de la station spatiale internationale. Dans l'accord d'agence à agence initial, il a été décidé de développer une unité de développement d'ingénierie afin de démontrer la faisabilité du système et les technologies associées. La NASA était responsable pour la conception du système et de l'avionique et l'ESA pour la conception mécanique. Cependant, depuis l'annulation du programme CRV, les deux agences ont progressé de façon indépendante avec le développement du système d'arrimage.
L'IBDM est maintenant conçu pour être compatible avec l'IDSS et est donc compatible avec les futurs adaptateurs d'amarrage internationaux sur la partie américaine de l'ISS.
L'Agence Spatiale Européenne a lancé une coopération avec SNC pour fournir l'IBDM pour attacher ce nouveau véhicule à l'ISS dans le futur. Après que SNC ait été sélectionné en tant que sous-traitant pour ravitailler la Station spatiale internationale en janvier 2016, l'ESA a décidé de dépenser 33 millions d'euros (36 millions de dollars) pour terminer la conception de l'IBDM et de construire un modèle de vol pour la première mission de Dream Chaser.

## Conception
L'IBDM fournit des capacités à la fois d'amarrage et d'accostage. Le mécanisme d'amarrage comprend un mécanisme de capture douce (SCS), et un système d'accouplement structurel appelé le système de capture dure (HCS), il est expliqué plus en détail ci-dessous. L'avionique d'IBDM fonctionne en redondance à chaud.

### Le système de capture douce
La capture douce utilise le contrôle actif à l'aide de 6 bras actionnés par servo-moteurs de RUAG Space (Suisse) qui sont coordonnés afin de contrôler l'anneau dans ses 6 degrés de liberté. Les forces du bras sont mesurées pour modifier la conformité de l'anneau pour faciliter l'alignement de la plateforme active lors de la capture. Une large gamme de véhicules de masses et d'inerties différentes peut être manipulée. Des loquets mécaniques achèvent la capture douce.

### Le système de capture dure
La capture dure emploie des crochets mécaniques pour sceller l'interface accouplée. QinetiQ Space a développé plusieurs générations de verrous et de crochets pour parvenir à la dernière version de système d'attache.
SENER (Espagne) sera responsable de la poursuite du développement et de la qualification de ce sous-système.

### Avantages
La principale caractéristique de l'IBDM est qu'il est un mécanisme entièrement contrôlé par ordinateur ayant les avantages SAFE (sans danger) suivants:
1. Suivi ( Smooth en anglais): IBDM fournit la capacité d'un faible impact d'amarrage et d'accostage. Faible impact d'amarrage signifie que les forces de contact pendant l'accouplement sont considérablement réduites et par conséquent, il allège les charges importantes que la structure doit endurer et il élimine le besoin d'énergie d'impact pour réaliser l'alignement et la capture de l'interface et du vaisseau spatial. Faible impact d'accostage signifie que les forces d'accouplement sont plus petites que les exigences IDSS, rendant possible l'exécution de l'accostage dans les limites de la force du bras robotisé sur la station.
2. Autonome: l'IBDM comprend un passage rapide et autonome entre les lignes primaire et redondante, dans le cas d'une défaillance unique et de la ligne redondante en mode sans échec (décrit ci-dessous) dans le cas de deux échecs. Cette commutation est effectuée au niveau de l'IBDM et ne nécessite pas de l'avionique du véhicule d'être dans la boucle.
3. Flexible: une large gamme de véhicules de propriétés de massiques diverses peuvent être manipulés, étant donné que le système de capture douce utilise du contrôle actif configurable, il peut donc être utilisé pour une grande variété d'applications allant des explorations au ravitaillement les missions.
4. Effective: un très haut taux de réussite de capture (> 98%), activé par un mode de capture contrôlé par des senseurs de force agiles. En conséquence, IBDM peut faire face avec la gamme complète de conditions initiales spécifiées dans les IDSS.
5. SAFE: l'IBDM comprend un mode sauvegarde ou safe mode dans lequel la plateforme maîtresse se comporte comme un amortisseur électro-magnétique. Ce mode est utilisé si deux échecs devaient survenir dans l'avionique IBDM ou sur commande par le véhicule hôte ou en cas d'absence d'alimentation électrique, et offre donc une situation sans danger pour le véhicule et pour l'ISS, même pendant la phase d'arrimage.

## Applications

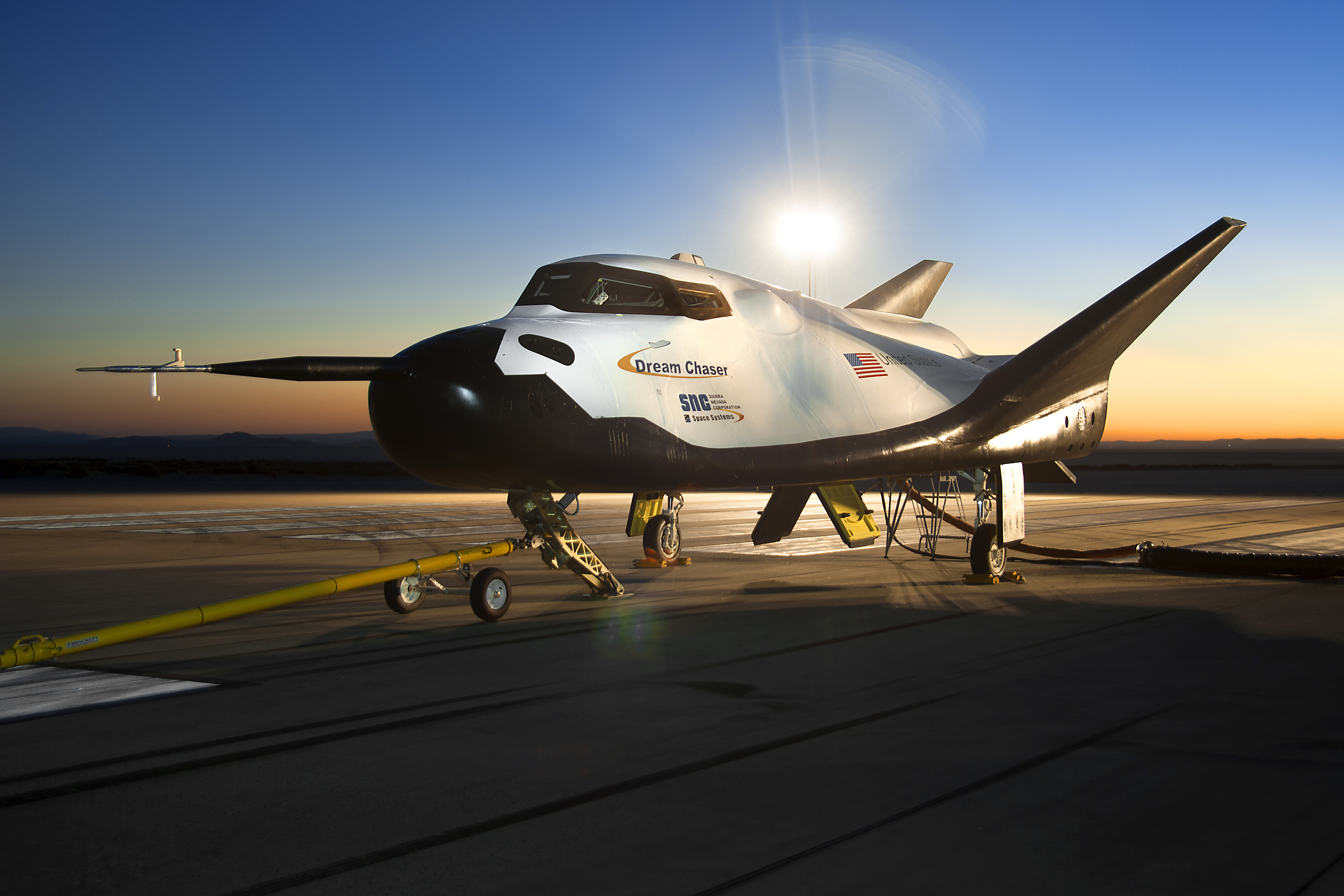
Dream Chaser

La société Américaine Sierra Nevada Corporation (SNC) développe le Dream Chaser, qui est un petit engin spatial réutilisable qui a été sélectionné pour le transport de fret et/ou d'équipage de l'ISS. L'Agence Spatiale Européenne a entamé une coopération avec SNC pour potentiellement fournir l'IBDM pour attacher ce nouveau véhicule à l'ISS dans l'avenir. L'IBDM sera monté sur le module cargo non pressurisé, qui sera éjecté avant la rentrée atmosphérique.

## Statut
Le développement d'IBDM a passé avec succès la revue critique de conception (décembre 2015). 
Un modèle de conception du mécanisme et de son avionique à redondance à chaud de a été développé et testé avec succès (mars 2016). La performance du système a été vérifiée auprès des installations d'essai certifiées SDTS de la NASA (JSC).
Une proposition pour la qualification et la fabrication du modèle de vol du système l'IBDM intégral a été soumis à l'ESA (avril 2016).